# Hylligrava
Hylligrava (auch Hylliskauen genannt) ist eine etwa 4000 Jahre alte, aus großen flachen Steinplatten errichtete Grabkiste in Hylliåsen in der ehemaligen Gemeinde Spydeberg, heute Indre Østfold im norwegischen Fylke Østfold. Hylligrava liegt auf einem Hügel, etwa zwei Kilometer nordwestlich vom Bahnhof Spydeberg, 100 m hinter dem Hof Hyllibråten. Die große Grabkiste auf Hylli ist eine von 12 in Norwegen gefundenen und die nördlichste ihrer Art und stammt vom Ende der Steinzeit. Im Jahre 1915 stellte der Prähistoriker Anton Wilhelm Brøgger (1884–1951) fest, dass es sich um ein extrem seltenes historisches Relikt handelte.
Die 2,5 m lange, 1,5 m breite und 0,9 m tiefe Kammer besteht aus fünf seitlichen Platten, von denen eine abgeschlagen Endplatte immer noch so hoch steht, dass sie als Markierung aus der Erde ragt. Darüber lag eine große oder mehrere kleine Deckenplatten, von denen nur ein Teilstück überlebte.
Im Ortsgebiet von Spydeberg wurden vier Dolche, eine Sichel und 16 Äxte aus der Entstehungszeit der Grabkiste gefunden, von denen eine vom Hof Hyllibråten stammt.